# Синька (копия чертежа)
Синька — копия, репродукция технического чертежа, полученная с помощью контактной печати на светочувствительной бумаге. При производстве таких копий использовались два метода, цианотипия и позже, в основном заменившая её, диазотипия. Развиваясь, оба метода существенно изменялись в части химического процесса, подготовки носителя и рабочих процессов.

## Цианотипия
Метод цианотипии  был изобретён в середине XIX века и позволял быстро получать точные копии документов, в том числе чертежей, используемых в строительстве и промышленности. В 1876 г. в Париже поступила в продажу готовая светочувствительная бумага, в 1895 году были созданы первые электрические машины для фотопроцесса, и только в 1920-х годах сконструированы полностью автоматические машины, которые последовательно выполняли все стадии рабочего процесса: засветку, проявление, сушку. Чертежи получались негативными по отношению к оригиналу, тёмные линии были светлыми, слегка подкрашенными в голубой, а фон был тёмно-синего цвета. Именно цвет фона дал этим копиям чертежей название «синька».

## Диазотипия
Диазотипия была разработана в начале 1920-х, и к началу 1940-х годов начала вытеснять цианотипию. Этот метод позволял создавать позитивные копии, то есть тёмные линии оригинала на копии оставались тёмными на светлом фоне. Это значительно облегчало чтение чертежей. Цвет фона, в зависимости от варианта процесса, мог варьироваться от розово-сиреневого до чистого белого. В России изменение цвета фона и линий не повлияло на профессиональный термин, и копия, в которой уже не было синего цвета, по-прежнему традиционно называлась «синькой», в англоговорящих же странах название «blueprint» изменилось на «whiteprint».